# Departamento del Huila
Koordinaten: 2° 48′ N, 75° 24′ W
Das Departamento del Huila  [depaɾtaˈmento del ˈwila] ist ein Departamento im Südwesten Kolumbiens.
Es ist umgeben von den Departamentos Meta und Caquetá im Osten und von Cauca und Tolima im Westen. Es grenzt außerdem im Norden über eine kurze Strecke an Cundinamarca und das Hauptstadtgebiet Bogotá, Distrito Capital.
Der Río Magdalena, Kolumbiens größter Strom, nimmt im Departamento Huila seinen Ausgangspunkt. Einige der größeren Städte liegen in seinem Flusstal.
Die Wirtschaft basiert auf Landwirtschaft und Rinderhaltung. Es werden Reis, Zuckerrohr, Bananen, Tabak, Kaffee und Sorghum angebaut. Die Industrie spielt eine untergeordnete Rolle und ist auf Kunsthandwerk, Keramik und Hüte spezialisiert. Huila besitzt Erdöl- und Erdgasvorkommen.
Touristisch interessant ist der archäologische Park San Agustín, wo sich Fundstücke der San-Agustín-Kultur finden.

## Administrative Unterteilung
Die 37 Municipios stehen in der Liste der Municipios im Departamento del Huila.